# Saison 1939-1940 de la Juventus FC
Maillots
Chronologie
Saison précédente Saison suivante
La saison 1939-1940 de la Juventus est la trente-huitième de l'histoire du club, créé quarante-trois ans plus tôt en 1897.
L'équipe piémontaise prend ici part à la 40e édition du championnat d'Italie (11e de Serie A), ainsi qu'à la 6e édition de la Coupe d'Italie (en italien Coppa Italia), lors de sa première saison de Seconde Guerre mondiale.

## Historique
À la suite d'une saison précédente catastrophique, la Juventus se doit de réagir et de replacer la barre haut, pour se replacer parmi les meilleurs clubs italiens.
Avec toujours comme président Emilio de la Forest de Divonne, la Vecchia Signora change au cours de cette saison d'entraîneur, avec l'arrivée sur le banc d'un ancien joueur du club, Umberto Caligaris, prenant le relais d'un autre ancien joueur Virginio Rosetta, entraîneur de l'effectif depuis 4 saisons.
Pour améliorer l'effectif bianconero, la société turinoise obtient l'acquisition de quelques nouveaux joueurs, comme le jeune défenseur Carlo Parola, formé au club, qui s'avèrera par la suite devenir un des plus grands joueurs du club. Arrivent également les milieux de terrain Francesco Capocasale, Corrado Casalini et Gipo Viani, mais également les attaquants Mario Bo, Franco Morzone ainsi qu'Ercole Rabitti.
C'est avec donc une équipe remaniée que la Juventus début sa nouvelle saison à la mi-septembre de l'année 1939, seulement deux semaines après le début de la Seconde Guerre mondiale.
Le dimanche 17 septembre 1939, la Juventus ouvre sa saison avec un match à l'extérieur à San Siro contre son ennemi de l'Ambrosiana-Inter, subissant une déroute 4-0. Au bout de 3 matchs sans succès, l'effectif juventino remporte enfin sa première victoire lors de la 4e journée à domicile contre Modène un but à rien, grâce à Varglien II. Lors de la journée suivante, le 15 octobre, la Juve gagne lors du Derby de Turin contre le Torino 2 buts à 1 au Stadio Filadelfia (buts de Bellini et Gabetto). Après avoir remonté la pente, les bianconeri subissent à nouveau 2 défaites ainsi qu'un nul entre les 7e et 9e journées, avant de se rattraper avec 3 victoires plus une défaite lors des derniers matchs de l'année 1939 (dont notamment un 6 à 2 au Stadio Benito Mussolini contre Bari avec un quintuplé de Gabetto et un but de Bo). Le 7 janvier 1940, pour le premier match de la nouvelle année comptant pour la 14e journée, la Juventus et Naples n'arrivent pas à se départager et se séparent sur un score vierge, avant que les juventini n'écrasent la semaine suivante le Liguria 4 buts à 0 (doublé de Bo et buts de Borel et Gabetto) pour le dernier match de la phase aller. Lors de la phase des matchs retours, la Vieille Dame prend sa revanche sur l'Ambrosiana-Inter 1-0 avec un but de Gabetto, mais concède ensuite 9 buts en 2 matchs (un 3-1 puis un 6-2). Pour la 19e journée, la Juventus renoue avec la victoire avec à nouveau un succès contre le club de Modène (2 buts à 1 avec des buts de Juve de Tomasi et Borel sur penalty), avant d'enchaîner avec deux matchs nuls, puis de se venger du match aller contre le Genova 3 buts à 1 à Turin (avec des buts de Gabetto, Borel et Capocasale). Madame enchaîne ensuite avec deux victoires décisives pour la course en titre, avant d'être stoppée dans sa progression par Novare un but à zéro, puis d'ensuite enchaîner les résultats en dents de scie. Pour les deux derniers matchs de la compétition, la Juve obtient deux victoires, dont un 2-1 contre Naples le 26 mai (avec des buts de Rabitti et Tomasi) puis un 2-0 le 2 juin contre Liguria (grâce à des réalisations de Tomasi et Borel).
Après une première demi-saison difficile, la Juve s'étant rattrapée lors des phases retour, avec leur 36 points remportés grâce à 15 victoires, 6 nuls et 9 défaites, termina à la 3e place du classement du tournoi, plutôt encourageante par rapport à la saison précédente.
À la suite d'un mieux en championnat, la Vieille Dame joue cette saison-là une autre compétition avec la coupe d'Italie, commençant ses 16e-de-finale le 24 décembre 1939, en s'imposant 3-0 à Biella contre Biellese grâce à un doublé de Gabetto puis à un but de Bo. Au tour suivant disputé le 7 avril 1940, les bianconeri s'imposent à nouveau sur le score de 3 à 1 contre le club de la capitale de l'AS Roma (avec un doublé de Borel dont un but sur penalty et un but de Gabetto), puis remportent facilement leur quarts-de-finale 3 semaines plus tard contre Brescia par 3 buts à 0 (doublé de Capocasale et une réalisation de Parola). Le dimanche 9 juin, la Juve se retrouve face aux toscans de la Fiorentina, mais n'arrivera pas à accrocher la seconde finale de leur histoire en coupe, subissant la loi florentine par 3 buts à 0.
Guglielmo Gabetto avec ses 15 buts toutes compétitions confondues, termine pour la 5e année d'affilée meilleur buteur du club de la saison.
Avec une troisième place en championnat et une demi-finale en coupe, la Vecchia Signora a su réussir à effacer les mauvaises prestations de la saison précédente, entreprenant des résultats encourageant pour l'avenir du club.

## Déroulement de la saison

### Résultats en championnat
- Phase aller

| dimanche 17 septembre 1939 1re journée | Ambrosiana-Inter                   | 4 - 0 | Juventus | Stadio San Siro, Milan 15h30 Arbitre : Ciamberlini |
| dimanche 17 septembre 1939 1re journée | Frossi 63e 69e · Guarnieri 67e 74e |       |          | Stadio San Siro, Milan 15h30 Arbitre : Ciamberlini |

| dimanche 24 septembre 1939 2e journée | Juventus        | 1 - 1 | Roma       | Stadio Benito Mussolini, Turin 15h30 Arbitre : Scorzoni |
| dimanche 24 septembre 1939 2e journée | Foni 16e (pen.) |       | 19e Coscia | Stadio Benito Mussolini, Turin 15h30 Arbitre : Scorzoni |

| dimanche 1er octobre 1939 3e journée | Triestina | 1 - 0 | Juventus | Stadio Littorio, Trieste 15h00 Arbitre : Scarpi |
| dimanche 1er octobre 1939 3e journée | Costa 75e |       |          | Stadio Littorio, Trieste 15h00 Arbitre : Scarpi |

| dimanche 8 octobre 1939 4e journée | Juventus        | 1 - 0 | Modène | Stadio Benito Mussolini, Turin 15h00 Arbitre : Barlassina |
| dimanche 8 octobre 1939 4e journée | Varglien II 58e |       |        | Stadio Benito Mussolini, Turin 15h00 Arbitre : Barlassina |

| dimanche 15 octobre 1939 5e journée | Torino     | 1 - 2 | Juventus                  | Stadio Filadelfia, Turin 15h00 26 000 spectateurs Arbitre : Soliani |
| dimanche 15 octobre 1939 5e journée | Petron 65e |       | 40e Bellini · 77e Gabetto | Stadio Filadelfia, Turin 15h00 26 000 spectateurs Arbitre : Soliani |

| dimanche 22 octobre 1939 6e journée | Juventus                 | 3 - 2 | Fiorentina                     | Stadio Benito Mussolini, Turin 15h00 Arbitre : Moretti |
| dimanche 22 octobre 1939 6e journée | Bellini 1re 82e · Bo 10e |       | 2e Morselli · 66e Tagliasacchi | Stadio Benito Mussolini, Turin 15h00 Arbitre : Moretti |

| dimanche 29 octobre 1939 7e journée | Genova                                | 3 - 2 | Juventus             | Stade Luigi-Ferraris, Gênes 15h00 Arbitre : Scorzoni |
| dimanche 29 octobre 1939 7e journée | Bertoni 29e · Gabardo 33e · Conti 61e |       | 53e Bellini · 88e Bo | Stade Luigi-Ferraris, Gênes 15h00 Arbitre : Scorzoni |

| dimanche 5 novembre 1939 8e journée | Juventus                 | 2 - 2 | Milan                    | Stadio Benito Mussolini, Turin 14h30 Arbitre : Zelocchi |
| dimanche 5 novembre 1939 8e journée | Varglien II 16e · Bo 24e |       | 23e Pasinati · 36e Boffi | Stadio Benito Mussolini, Turin 14h30 Arbitre : Zelocchi |

| dimanche 19 novembre 1939 9e journée | Lazio                                        | 4 - 0 | Juventus | Stadio Nazionale del P.N.F., Rome 15h00 Arbitre : Galeati |
| dimanche 19 novembre 1939 9e journée | Pisa 21e 74e (pen.) · Busani 60e · Baldo 90e |       |          | Stadio Nazionale del P.N.F., Rome 15h00 Arbitre : Galeati |

| dimanche 3 décembre 1939 10e journée | Juventus        | 1 - 0 | Novare | Stadio Benito Mussolini, Turin 14h30 Arbitre : Saracini |
| dimanche 3 décembre 1939 10e journée | Varglien II 34e |       |        | Stadio Benito Mussolini, Turin 14h30 Arbitre : Saracini |

| dimanche 10 décembre 1939 11e journée | Bologne       | 1 - 0 | Juventus | Stadio Littoriale, Bologne 14h30 Arbitre : Conticini |
| dimanche 10 décembre 1939 11e journée | Puricelli 24e |       |          | Stadio Littoriale, Bologne 14h30 Arbitre : Conticini |

| dimanche 17 décembre 1939 12e journée | Juventus                             | 6 - 2 | Bari                        | Stadio Benito Mussolini, Turin 14h30 Arbitre : Fois |
| dimanche 17 décembre 1939 12e journée | Gabetto 28e 49e 53e 66e 84e · Bo 85e |       | 55e Dugini · 81e Cappellini | Stadio Benito Mussolini, Turin 14h30 Arbitre : Fois |

| dimanche 31 décembre 1939 13e journée | Juventus        | 1 - 0 | Venise | Stadio Benito Mussolini, Turin 14h30 Arbitre : Soliani |
| dimanche 31 décembre 1939 13e journée | Rava 70e (pen.) |       |        | Stadio Benito Mussolini, Turin 14h30 Arbitre : Soliani |

| dimanche 7 janvier 1940 14e journée | Naples | 0 - 0 | Juventus | Stadio Partenopeo, Naples 14h30 Arbitre : Zelocchi |
| dimanche 7 janvier 1940 14e journée |        |       |          | Stadio Partenopeo, Naples 14h30 Arbitre : Zelocchi |

| dimanche 14 janvier 1940 15e journée | Juventus                             | 4 - 0 | Liguria | Stadio Benito Mussolini, Turin 14h30 Arbitre : Gnocchini |
| dimanche 14 janvier 1940 15e journée | Bo 15e 51e · Borel 39e · Gabetto 85e |       |         | Stadio Benito Mussolini, Turin 14h30 Arbitre : Gnocchini |

- Phase retour

| dimanche 21 janvier 1940 16e journée | Juventus   | 1 - 0 | Ambrosiana-Inter | Stadio Benito Mussolini, Turin 14h30 Arbitre : Scarpi |
| dimanche 21 janvier 1940 16e journée | Gabetto 8e |       |                  | Stadio Benito Mussolini, Turin 14h30 Arbitre : Scarpi |

| dimanche 28 janvier 1940 17e journée | Roma                                     | 3 - 1 | Juventus | Campo Testaccio, Rome 14h30 Arbitre : Saracini |
| dimanche 28 janvier 1940 17e journée | Coscia 37e · Pantò 50e · Provvidente 83e |       | 70e Bo   | Campo Testaccio, Rome 14h30 Arbitre : Saracini |

| dimanche 4 février 1940 18e journée | Juventus                   | 2 - 6 | Triestina                                                                | Stadio Benito Mussolini, Turin 14h30 Arbitre : Galeati |
| dimanche 4 février 1940 18e journée | Borel 53e · Capocasale 72e |       | 32e 80e Trevisan · 35e Tosolini · 44e (pen.) 87e Grezar · 90e Valcareggi | Stadio Benito Mussolini, Turin 14h30 Arbitre : Galeati |

| dimanche 11 février 1940 19e journée | Modène                | 1 - 2 | Juventus                      | Stadio Cesare Marzari, Modène 15h00 Arbitre : Biancone |
| dimanche 11 février 1940 19e journée | Sentimenti 38e (pen.) |       | 27e Tomasi · 84e (pen.) Borel | Stadio Cesare Marzari, Modène 15h00 Arbitre : Biancone |

| dimanche 18 février 1940 20e journée | Juventus  | 1 - 1 | Torino        | Stadio Benito Mussolini, Turin 15h00 20 000 spectateurs Arbitre : Dattilo |
| dimanche 18 février 1940 20e journée | Tomasi 8e |       | 14e Michelini | Stadio Benito Mussolini, Turin 15h00 20 000 spectateurs Arbitre : Dattilo |

| dimanche 25 février 1940 21e journée | Fiorentina | 0 - 0 | Juventus | Stadio Giovanni Berta, Florence 15h00 Arbitre : Ciamberlini |
| dimanche 25 février 1940 21e journée |            |       |          | Stadio Giovanni Berta, Florence 15h00 Arbitre : Ciamberlini |

| dimanche 10 mars 1940 22e journée | Juventus                                | 3 - 1 | Genova                | Stadio Benito Mussolini, Turin 15h00 Arbitre : Dattilo |
| dimanche 10 mars 1940 22e journée | Gabetto 5e · Borel 11e · Capocasale 86e |       | 90e Bruno Arcari (it) | Stadio Benito Mussolini, Turin 15h00 Arbitre : Dattilo |

| dimanche 17 mars 1940 23e journée | Milan     | 1 - 2 | Juventus                    | Stadio San Siro, Milan 15h00 Arbitre : Scarpi |
| dimanche 17 mars 1940 23e journée | Boffi 25e |       | 17e Buscaglia · 67e Bellini | Stadio San Siro, Milan 15h00 Arbitre : Scarpi |

| dimanche 24 mars 1940 24e journée | Juventus                             | 3 - 1 | Lazio       | Stadio Benito Mussolini, Turin 15h00 Arbitre : Scorzoni |
| dimanche 24 mars 1940 24e journée | Tomasi 24e · Gabetto 35e · Borel 62e |       | 54e Barrera | Stadio Benito Mussolini, Turin 15h00 Arbitre : Scorzoni |

| dimanche 31 mars 1940 25e journée | Novare       | 1 - 0 | Juventus | Stadio Littorio, Novare 15h00 Arbitre : Zelocchi |
| dimanche 31 mars 1940 25e journée | Barberis 29e |       |          | Stadio Littorio, Novare 15h00 Arbitre : Zelocchi |

| dimanche 21 avril 1940 26e journée | Juventus       | 1 - 0 | Bologne | Stadio Benito Mussolini, Turin 15h30 Arbitre : Pizziolo |
| dimanche 21 avril 1940 26e journée | Varglien I 72e |       |         | Stadio Benito Mussolini, Turin 15h30 Arbitre : Pizziolo |

| dimanche 12 mai 1940 27e journée | Bari                        | 2 - 1 | Juventus    | Stadio della Vittoria, Bari 15h30 Arbitre : Soliani |
| dimanche 12 mai 1940 27e journée | Lushta 45e · Rava 70e (csc) |       | 77e Gabetto | Stadio della Vittoria, Bari 15h30 Arbitre : Soliani |

| dimanche 19 mai 1940 28e journée | Venise          | 1 - 1 | Juventus    | Stadio Pierluigi Penzo, Venise 15h30 Arbitre : Soliani |
| dimanche 19 mai 1940 28e journée | De Filippis 50e |       | 30e Gabetto | Stadio Pierluigi Penzo, Venise 15h30 Arbitre : Soliani |

| dimanche 26 mai 1940 29e journée | Juventus                 | 2 - 1 | Naples        | Stadio Benito Mussolini, Turin 15h30 Arbitre : Scorzoni |
| dimanche 26 mai 1940 29e journée | Rabitti 27e · Tomasi 82e |       | 31e Romagnoli | Stadio Benito Mussolini, Turin 15h30 Arbitre : Scorzoni |

| dimanche 2 juin 1940 30e journée | Liguria | 0 - 2                  | Juventus | Stadio del Littorio, Gênes 15h30 Arbitre : Galeati |
| dimanche 2 juin 1940 30e journée |         | 71e Tomasi · 76e Borel |          | Stadio del Littorio, Gênes 15h30 Arbitre : Galeati |

#### Classement
|  |    | Classement final 1939-1940 | Pts | MJ | V  | N | D | BP | BC | Dif |
|  | -- | -------------------------- | --- | -- | -- | - | - | -- | -- | --- |
|  | 1. | Ambrosiana-Inter           | 44  | 30 | 20 | 4 | 6 | 56 | 23 | +33 |
|  | 2. | Bologne                    | 41  | 30 | 16 | 9 | 5 | 44 | 23 | +21 |
|  | 3. | Juventus                   | 36  | 30 | 15 | 6 | 9 | 45 | 40 | +5  |

### Résultats en coupe
- 16e-de-finale

| dimanche 24 décembre 1939 | Biellese | 0 - 3                    | Juventus | Biella 14h30 Arbitre : Pirovano |
| dimanche 24 décembre 1939 |          | 14e 56e Gabetto · 18e Bo |          | Biella 14h30 Arbitre : Pirovano |

- 8e-de-finale

| dimanche 7 avril 1940 | Juventus                           | 3 - 1 | Roma       | Stadio Benito Mussolini, Turin 16h00 Arbitre : Soliani |
| dimanche 7 avril 1940 | Borel 22e (pen.) 76e · Gabetto 58e |       | 27e Donati | Stadio Benito Mussolini, Turin 16h00 Arbitre : Soliani |

- Quarts-de-finale

| dimanche 28 avril 1940 | Juventus                        | 3 - 0 | Brescia | Stadio Benito Mussolini, Turin Arbitre : Galeati |
| dimanche 28 avril 1940 | Capocasale 13e 81e · Parola 25e |       |         | Stadio Benito Mussolini, Turin Arbitre : Galeati |

- Demi-finale

| dimanche 9 juin 1940 | Fiorentina                             | 3 - 0 | Juventus | Stadio Giovanni Berta, Florence Arbitre : Barlassina |
| dimanche 9 juin 1940 | Celoria 61e 77e · Giuseppe Baldini 81e |       |          | Stadio Giovanni Berta, Florence Arbitre : Barlassina |

### Matchs amicaux
| dimanche 12 novembre 1939 | Casale         | 1 - 3 | Juventus         |  |
| dimanche 12 novembre 1939 | Buteur inconnu |       | Buteurs inconnus |  |

| dimanche 14 avril 1940 | Padoue           | 2 - 3 | Juventus         |  |
| dimanche 14 avril 1940 | Buteurs inconnus |       | Buteurs inconnus |  |

## Effectif du club
Effectif des joueurs de la Juventus lors de la saison 1939-1940.

## Buteurs
Voici ici les buteurs de la Juventus toutes compétitions confondues.
| 15 buts - Guglielmo Gabetto 8 buts - Felice Borel 7 buts - Mario Bo 5 buts - Savino Bellini - Ernesto Tomasi 4 buts - Francesco Capocasale | 3 buts - Giovanni Varglien 1 but - Alfredo Foni - Pietro Rava - Carlo Buscaglia - Mario Varglien - Ercole Rabitti - Carlo Parola |